# Вельгия (посёлок)
Вельгия — упразднённый посёлок Вельгийского поссовета Боровичского района Новгородской области. Включён в 1966 году в черту г. Боровичи, ныне — микрорайон.

## География
Стоит на реке Вельгия.

## История
Входил до 1928 года в состав Папортского сельсовета Боровичского района.
В 1928 году организован Вельгийский сельсовет Боровичского района и Вельгия стала его административным центром.
Постановлением ВЦИК от 20 июня 1932 г. сел. Вельгия Боровичского района преобразовано в рабочий посёлок с подчинением Боровичскому городскому Совету рабочих, крестьянских и красноармейских депутатов Ленинградской области. По постановлению президиума Ленинградского облисполкома от 13 июля 1932 г. в пос. Вельгия был образован поселковый совет с подчинением Боровичскому горсовету. Одновременно был ликвидирован Вельгийский сельсовет.
Решением Новгородского облисполкома от 16 сентября 1966 г. № 501 раб. пос. Вельгия был включѐн в черту г. Боровичи.

## Инфраструктура
В 1888 году на берегу Вельгии промышленник С. С. Фурман построил бумагоделательную фабрику, давшее название осевой улице посёлка — ул. Бумажников.

## Транспорт
Автомобильный транспорт. Остановки общественного транспорта.